# Tirol Raiders 2023
Questa voce raccoglie le informazioni riguardanti i Tirol Raiders nelle competizioni ufficiali della stagione 2023.

## Seconda squadra

### Austrian Football League 2023

#### Stagione regolare
| Vienna 2 aprile 2023, ore 15:00 1ª giornata | Vienna Vikings | 35 – 14 (14-0 7-0 14-7 0-7) referto | Tirol Raiders | Footballzentrum Ravelin (150 spett.) |

| Innsbruck 16 aprile 2023, ore 15:00 2ª giornata | Tirol Raiders | 7 – 35 (0-7 7-14 0-14 0-0) referto | Prague Black Panthers | Football Bundes Leistungs Zentrum |

| Graz 22 aprile 2023, ore 18:00 3ª giornata | Styrian Bears | 23 – 45 (0-14 10-12 3-19 10-0) referto | Tirol Raiders | Verbandsplatz (500 spett.) |

| Innsbruck 29 aprile 2023, ore 18:00 4ª giornata | Tirol Raiders | 19 – 16 (6-6 0-7 7-3 6-0) referto | Telfs Patriots | Football Bundes Leistungs Zentrum (973 spett.) |

| Graz 13 maggio 2023, ore 14:00 5ª giornata | Graz Giants | 35 – 7 (0-7 14-0 7-0 7-0) referto | Tirol Raiders | Stadion Eggenberg (837 spett.) |

| Innsbruck 21 maggio 2023, ore 15:00 6ª giornata | Tirol Raiders | 23 – 30 (0-14 10-7 7-7 6-2) referto | Salzburg Ducks | Football Bundes Leistungs Zentrum (820 spett.) |

| Innsbruck 3 giugno 2023, ore 18:00 7ª giornata | Tirol Raiders | 30 – 35 (9-14 14-14 0-7 7-0) referto | Traun Steelsharks | Football Bundes Leistungs Zentrum (458 spett.) |

| Vienna 10 giugno 2023, ore 15:00 8ª giornata | Vienna Dragons | 63 – 0 (14-0 21-0 14-0 14-0) referto | Tirol Raiders | Sportplatz Donaufeld (350 spett.) |

| Mödling 18 giugno 2023, ore 15:00 9ª giornata | AFC Rangers Mödling | 53 – 34 (14-7 18-14 7-0 14-13) referto | Tirol Raiders | Stadion Mödling (285 spett.) |

| Innsbruck 1º luglio 2023, ore 18:00 10ª giornata | Tirol Raiders | 40 – 20 (14-7 13-7 6-0 7-6) referto | Styrian Bears | Football Bundes Leistungs Zentrum |

### Statistiche di squadra
| Competizione      | %Vittorie | In casa | In casa | In casa | In casa | In casa | In casa | In trasferta | In trasferta | In trasferta | In trasferta | In trasferta | In trasferta | Totale | Totale | Totale | Totale | Totale | Totale |
| Competizione      | %Vittorie | G       | V       | N       | P       | Pf      | Ps      | G            | V            | N            | P            | Pf           | Ps           | G      | V      | N      | P      | Pf     | Ps     |
| ----------------- | --------- | ------- | ------- | ------- | ------- | ------- | ------- | ------------ | ------------ | ------------ | ------------ | ------------ | ------------ | ------ | ------ | ------ | ------ | ------ | ------ |
| Stagione regolare | .300      | 5       | 2       | 0       | 3       | 119     | 136     | 5            | 1            | 0            | 4            | 100          | 209          | 10     | 3      | 0      | 7      | 219    | 345    |
| Totale            | .300      | 5       | 2       | 0       | 3       | 119     | 136     | 5            | 1            | 0            | 4            | 100          | 209          | 10     | 3      | 0      | 7      | 219    | 345    |

### Statistiche personali

#### Marcatori
| Giocatore  | Ruolo | TD rush | TD recv | TD int | TD p.ret | TD k.ret | TD oth | Xp1 | Xp2 | FG | Saf | Totale |
| ---------- | ----- | ------- | ------- | ------ | -------- | -------- | ------ | --- | --- | -- | --- | ------ |
| A. Johnson |       | 2       | 0       | 0      | 0        | 0        | 3      | 0   | 0   | 0  | 0   | 30     |
| Reitter    |       | 0       | 5       | 0      | 0        | 0        | 0      | 0   | 0   | 1  | 0   | 30     |
| Schneider  |       | 1       | 4       | 0      | 0        | 0        | 0      | 0   | 0   | 0  | 0   | 30     |
| Radauer    |       | 0       | 4       | 0      | 0        | 0        | 0      | 0   | 0   | 0  | 0   | 24     |
| Tonko      |       | 2       | 1       | 0      | 0        | 0        | 0      | 0   | 0   | 0  | 0   | 18     |
| Summerer   |       | 0       | 0       | 0      | 0        | 0        | 0      | 14  | 0   | 1  | 0   | 17     |
| Müller     |       | 0       | 2       | 0      | 0        | 0        | 0      | 0   | 0   | 0  | 0   | 12     |
| Stark      |       | 0       | 0       | 2      | 0        | 0        | 0      | 0   | 0   | 0  | 0   | 12     |
| Trinkl     |       | 0       | 0       | 0      | 0        | 0        | 0      | 6   | 0   | 1  | 0   | 9      |
| Belici     |       | 0       | 1       | 0      | 0        | 0        | 0      | 0   | 0   | 0  | 0   | 6      |
| Demarbaix  |       | 0       | 1       | 0      | 0        | 0        | 0      | 0   | 0   | 0  | 0   | 6      |
| Dimai      |       | 0       | 0       | 1      | 0        | 0        | 0      | 0   | 0   | 0  | 0   | 6      |
| Fowler     |       | 1       | 0       | 0      | 0        | 0        | 0      | 0   | 0   | 0  | 0   | 6      |
| Maiacher   |       | 1       | 0       | 0      | 0        | 0        | 0      | 0   | 0   | 0  | 0   | 6      |
| Schennach  |       | 0       | 1       | 0      | 0        | 0        | 0      | 0   | 0   | 0  | 0   | 6      |
| Team       |       | 0       | 0       | 0      | 0        | 0        | 0      | 1   | 0   | 0  | 0   | 1      |

#### Passer rating
| Giocatore | G | Att | Comp | Int | Yds  | TD | NFL   | NCAA   |
| --------- | - | --- | ---- | --- | ---- | -- | ----- | ------ |
| Doyle     | 1 | 53  | 24   | 0   | 457  | 3  | 94,61 | 136,39 |
| Maiacher  | 7 | 217 | 104  | 15  | 1363 | 14 | 60,90 | 108,15 |
| Fowler    | 2 | 68  | 30   | 4   | 290  | 2  | 41,91 | 77,88  |

## Terza squadra

### AFL - Division III 2023

#### Stagione regolare
| Innsbruck 10 aprile 2023, ore 13:00 3ª giornata | Tirol Raiders 2 | 17 – 14 (0-0 10-7 7-7 0-0) referto | Goldwörth Raccoons | Football Bundes Leistungs Zentrum (530 spett.) |

| Telfs 22 aprile 2023, ore 12:00 Recupero 4ª giornata | Telfs Patriots 2 | 14 – 20 (7-7 0-7 0-6 7-0) referto | Tirol Raiders 2 | Sportzentrum Telfs |

| Innsbruck 29 aprile 2023, ore 15:00 5ª giornata | Tirol Raiders 2 | 0 – 13 (0-0 0-13 0-0 0-0) referto | Predators Steyr | Football Bundes Leistungs Zentrum |

| Sarling 7 maggio 2023, ore 14:00 6ª giornata | Mostviertel Bastards | 13 – 14 (7-0 0-0 0-14 6-0) referto | Tirol Raiders 2 | Danube-Field |

| Innsbruck 21 maggio 2023, ore 12:00 7ª giornata | Tirol Raiders 2 | 21 – 7 (7-0 14-0 0-0 0-7) referto | Mostviertel Bastards | Football Bundes Leistungs Zentrum |

| Steyr 27 maggio 2023, ore 14:00 8ª giornata | Predators Steyr | 14 – 0 (0-0 0-0 7-0 7-0) referto | Tirol Raiders 2 | LAC Steyr |

| Innsbruck 10 giugno 2023, ore 18:00 9ª giornata | Tirol Raiders 2 | 36 – 0 (7-0 13-0 16-0 0-0) referto | Telfs Patriots 2 | Football Bundes Leistungs Zentrum |

| Goldwörth 17 giugno 2023, ore 15:30 10ª giornata | Goldwörth Raccoons | 28 – 9 (6-3 3-0 12-0 7-6) referto | Tirol Raiders 2 | Fußballplatz SV Goldwörth |

### Playoff
| Vienna 8 luglio 2023, ore 18:00 Semifinale | Vienna Vikings 2 | 50 – 7 (6-0 18-0 13-7 13-0) referto | Tirol Raiders 2 | Sportzentrum Ravelin |

### Statistiche di squadra
| Competizione      | %Vittorie | In casa | In casa | In casa | In casa | In casa | In casa | In trasferta | In trasferta | In trasferta | In trasferta | In trasferta | In trasferta | Totale | Totale | Totale | Totale | Totale | Totale |
| Competizione      | %Vittorie | G       | V       | N       | P       | Pf      | Ps      | G            | V            | N            | P            | Pf           | Ps           | G      | V      | N      | P      | Pf     | Ps     |
| ----------------- | --------- | ------- | ------- | ------- | ------- | ------- | ------- | ------------ | ------------ | ------------ | ------------ | ------------ | ------------ | ------ | ------ | ------ | ------ | ------ | ------ |
| Stagione regolare | .625      | 4       | 3       | 0       | 1       | 74      | 34      | 4            | 2            | 0            | 2            | 43           | 69           | 8      | 5      | 0      | 3      | 117    | 103    |
| Playoff           | .000      | 0       | 0       | 0       | 0       | 0       | 0       | 1            | 0            | 0            | 1            | 7            | 50           | 1      | 0      | 0      | 1      | 7      | 50     |
| Totale            | .556      | 4       | 3       | 0       | 1       | 74      | 34      | 5            | 2            | 0            | 3            | 50           | 119          | 9      | 5      | 0      | 4      | 124    | 153    |